# 君は牛を二頭持っている
「君は牛を二頭持っている」（きみはうしをにとうもっている、英: You have two cows）は、主に欧米語圏で、一連の政治的ジョークの始まりによく用いられる定型文である。この文が用いられているジョーク・皮肉一般を指すこともある。なお、ここで言う牛（cow）とは雌の乳牛のことである。
この定型文が意図するところはすなわち、「君は牛を二頭持っている。」という例文に沿って、政治そのものや政治に関する概念、また通貨、資本、生産方式など、さまざまな概念を暗喩するジョーク・皮肉のことである。

## 歴史
この類のジョークは、経済学の入門教材でよく用いられている例に端を発する。それは通貨のない社会で隣人と畜産物を交換して暮らしている農夫の喩え話で、次の文章から始まる。
- 「君は牛を二頭持っている。そして鶏を欲しがっている。であるならば、鶏を持ち牛を1頭欲しがっている他の農夫を君は探し始める。
（"You have two cows; you want chickens; you set out to find another farmer who has chickens and wants a cow".）」

元々この喩え話は、最後には貨幣制度を導入することになる結果から、交換経済の限界を訴えかけるものであった。しかしながら、後に生まれた「二頭の牛」のジョーク・皮肉において、農夫は現代の本格的な経済システムに既に組み込まれている人として存在しており、また牛は流通制度や資本、生産物、資産の隠喩として用いられている。多くの場合、この類のジョークは、それらの制度の欠点や理不尽さを指摘することを目的としているが、言い換えればそれら欠点や理不尽さを皮肉っているものとも言える。
この類のジョークは、1944年という早い時期から既にアメリカの学者の間で話題になっていた。その年の『ザ・モダン・ランゲージ・ジャーナル（The Modern Language Journal）』の記事では例として下記を取り上げている。
- 社会主義
君は牛を二頭持っている。だから隣の人に一頭あげよう。
（You have two cows. You give one to your neighbor.）
- 共産主義
君は牛を二頭持っている。だからその牛を政府に提供した後に、君は政府から牛乳を配給してもらえる。
（You have two cows. You give them to the Government, and the Government then gives you some milk.）
- 資本主義
君は牛を二頭持っている。だからその二頭の雌牛のうち一頭を売って、雄牛を買おう。
（You have two cows. You sell one and buy a bull.）
- 国家社会主義
君は牛を二頭持っている。だから政府は君を撃ち殺し、その牛を持ち去っていく。
（You have two cows. The Government shoots you and takes the cows.）

## 二頭の牛と経済制度
初期の「二頭の牛」ジョークの目的は、政府や官僚がいかにして持ち主の牛に対する所有権を妨害するかを説明し、資本主義と共産主義のような、相反する経済制度を比較してみせる事にあった。
やがてこのジョークは、様々な政治、文化、社会、哲学に関する制度や理論を風刺するジョークへと発展していった。最終的には、事実上あらゆる事物が、「二頭の牛」ジョークの「まぐさ」（元ネタ）として使い得ることが明らかになった。狂牛病のような実際の牛に関する報道ですら、元ネタとして使われている。

## インターネット初期
「二頭の牛」ジョークは、初期のインターネットで流行した最初のインターネット・ジョークの一例でもあるが、このジョークの初期のバリエーションは、インターネット普及以前、1960年代前半のタイプライターによる流布にまで遡る。多くの文化圏で定番のユーモアとして受け入れられたこの「二頭の牛」ジョークは、World Wide Webの国際的な展開の一部となった。
「二頭の牛」ジョークは今日でも流行しており、幾年にもわたって新しい定義が追加された無数のバリエーションが、多くのウェブサイトで翻訳・引用されている。有名なダウンロードサイトである「Tucows」は、正式名称である「The Ultimate Collection Of Windows Software」の略称ではなく、そのロゴが暗示するように「二頭の牛」ジョークに由来するもので、前出の正式名称はもっともらしく後付けされたものであるとも言われている。

## 異文化間ユーモア
その題材の自由度と普遍性から「二頭の牛」ジョークは、しばしば異文化間ユーモアの好例であると見なされている。このジョークは「異なる文化が同じ政治理念に対していかに違った観点を持つか」ということが、逆説や誇張、皮肉によって示された（必ずしも学術的ではない）簡潔な要約とも言える。実際にほとんどの「二頭の牛」ジョークは、風刺される制度についての部外者による視点を反映しているからである。
国際的な共通基盤を見出そうとする立場において「二頭の牛」ジョークは、法的ないしは政治的な概念と対比される、所有権のように普遍的な（だが政治学上では隠された）共通認識のユーモラスな発現であると見なす者もいる。